# Elemi navigáció
Az elemi navigáció kifejezést elsősorban a hajós és a repülős szakma használja. Azt a gyakorlati eljárásmódot nevezik így, amikor az útvonal, illetve a pozíció meghatározásához nem vesznek igénybe korszerű digitális eszközöket, hanem többnyire a természet adta törvényszerűségek és szabályok szerint határozzák meg a földrajzi elhelyezkedést.

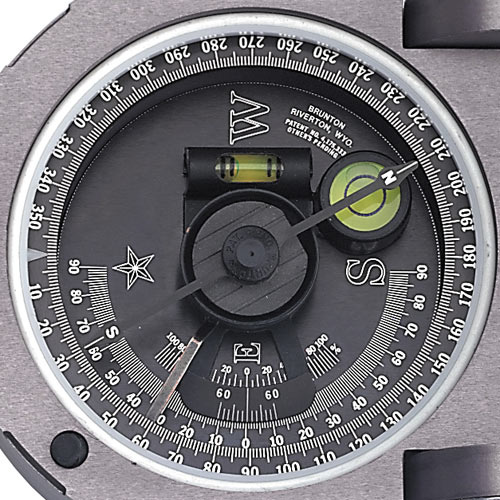
Iránytű

Elemi navigációs eszközök a térkép, szögmérő és vonalzó, a mágneses iránytű és az óra. Tengeri navigáció során használatos még a távcső és esetleg csillagtérkép az éjszakai megfigyelésekhez. A korszerű repülőgépeket és hajókat természetesen már méteres pontosságú GPS készülékkel szerelik fel, de ennek működési feltétele a hibátlanul üzemelő műholdas háttér és a szolgáltatott adatok mindenkori vételének biztosítása. Éppen ezért minden hajókapitánynak és pilótának meg kell tanulnia az elemi navigáció szerinti tájékozódás módszereit, hogy az esetleges technikai problémák esetén is biztosan eljusson a kitűzött célhoz. A technikai nehézségekre való felkészülés a repülésben kiemelt szerepet kap, hiszen egy eltévedt hajó üzemanyag hiányában még nem süllyed el, ám egy repülőgép számára végzetes lehet az elnézett útvonal közben kifogyó üzemanyag problémája.

## Elemi navigáció a repülésben
GPS segítségével mindenki eltalál a célhoz, de mi történik akkor, ha megszűnik a vétel, vagy bármi egyéb gond adódik a rendszerrel? Egy csak GPS-el repülni tudó pilóta ilyenkor pánikba esik, eltéved és ha nincs elég üzemanyag az „útkeresés”hez, kénytelen lesz kényszerleszállást végrehajtani.
Az elemi navigáció többnyire csak kisebb magasságokban használható, ahol látás alapján felismerhetők a jellegzetes tereptárgyak. Ennek megtanulása a korszerű technikák ismeretében már-már feleslegesnek tűnhet, de a tapasztalatok szerint jelentős mértékben hozzájárul a pilóta biztonságérzetének növeléséhez és ezáltal a helyes döntéshozatalhoz egy összetettebb szituáció közben is. Az útvonalra eső települések jellegzetességeit memorizálva elérhető egy olyan tájékozódási tudásszint, amikor a pilóta akár sík terep – alföld – felett repülve is biztonsággal meg tudja adni a pontos helyzetét. A folyók, tavak, vasútvonalak, autópályák hálózata mind-mind segítséget nyújt és az elemi navigációs térképeken ezek fel is vannak tüntetve. A repülésben elterjedt szabályok szerint az ilyen térképet 1:500 000-es ICAO légiforgalmi térképnek nevezik, és az adott országban évente frissítik. Ez a térképfajta jelzi továbbá az évek során lassan változó mágneses deklinációt, (a földrajzi és a mágneses észak közötti eltérést) is. A települések mérete és elhelyezkedése, illetve a főbb út- és vasútvonalak tehát a térképen is láthatók, így a levegőből megfigyelhető hasonlóságok, eltérések alapján, GPS nélkül is el lehet igazodni az országban, de egy jól ismert terület felett biztosan. Nagyon egyszerűnek tűnő alaptételek szerint például az ország sajátosságainak ismeretével és egy iránytűvel bármikor visszatalálhat az eltévedt pilóta egy már ismerős terület fölé.
Konkrét példával illusztrálva ez a következők szerint történhet: Tegyük fel, hogy Magyarország felett repülve az iránytű délnyugati irányt mutat, miközben a gép alatt egy autópálya látható. Egy magabiztos pilóta nyilván az M7-es autópályára gondol, és az eredeti útiterv szerint megkezdett útvonalhoz képest nem képzeli magát az ország másik végébe az M3-as fölé, stb. a pálya vonalát követve pedig visszatérhet egy már ismerős ponthoz, ahonnan biztonsággal folytatni tudja a repülést. A kommunizmus építőiparának emlékeként az összes magyar nagyvárosban megtalálhatók a tízemeletes panelházakból emelt lakótelepek. Tiszta levegőben, fényes nappal, azaz jó látási viszonyok mellett ezek már messziről is jól látszanak a levegőből, így jelzik egy-egy nagyobb város fekvését. Ha igazán tiszta a levegő, már például Cegléd felett 700 méter magasan repülve is látszik a kecskeméti lakótelep, így aki arra tart, nem is tévesztheti el. Elemi navigáció során figyelembe kell venni a repülési sebesség, a megtett útvonal és az eltelt idő közötti összefüggést is a térkép helyes használatához. Az előre berajzolt útvonalat öt-tíz percenként ellenőrizni kell, hogy valóban a tervezett irányon halad-e a repülőgép. Az alap pilótaképzés során ezeket az egyszerű módszereket szokás oktatni, ezáltal is közelebb hozva a növendéket a repülés valódi törvényeihez. Másképpen fogalmazva, aki rendelkezik ezekkel az alapokkal, az már csak könnyítésnek tekinti a technikai vívmányokat, de nem függ tőlük, ami vészhelyzetben döntő fontosságú lehet. Sok gyakorlással lehet megtanulni, hogy miként kell értelmezni a térkép jeleit, és azokat hogyan kell összevetni a valóságban látott információkkal. A települések térképes rajzolata és a valódi kép sokszor igen eltérő lehet, hiszen egy nagyobb erdősáv, vagy egyéb domborzati képződmény sokféleképpen befolyásolhatja a pilóta érzékeit. Az irányok és arányok pontos ismerete szintén tanulható képesség, de a gyakorlatban ez csak évek múltán válik valódi, ösztönös cselekvéssé. A repülőgépek kiszolgálása – főleg a kisebb, egyszerűbb típusok, az automaták ill. robotpilóták hiányában – nagy odafigyelést és szaktudást igényelnek, ezért nagyon fontos, hogy a pilóta figyelmét csak annyira kötheti le a navigáció, hogy maradjon ideje a repülőgép műszereire és a pontos repülésre is. A kezdetekben ez igen bonyolult feladat a növendékek számára, gyakori hiba például a környezet intenzív megfigyelése közben a magasságvesztés, sebességvesztés, illetve egyes típusoknál a motort vezérlő mechanizmusok „elfelejtése”.

### Szélháromszög

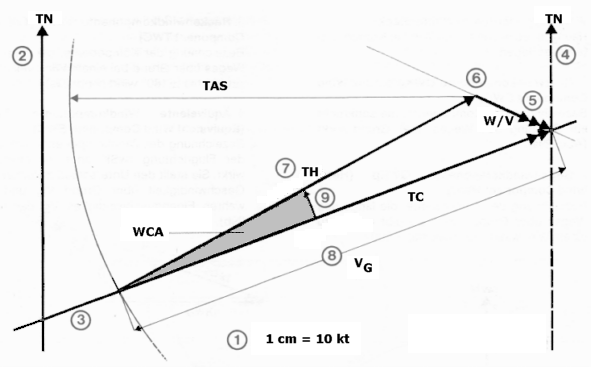
Szélháromszög szerkesztett ábrája

Amennyiben a szél iránya nem esik egybe a tervezett útvonallal, abban az esetben a szél nem csak a talaj feletti sebességet, hanem a haladási irányt is befolyásolja. A szél eltérítő hatását az alábbiak szerint kell figyelembe venni:
- A repülőgépet érő szél iránya és sebessége
- A tervezett útvonal hossza (hosszabb útvonalon nagyobb a szélhatás)
- A repülőgép önsebessége (kis sebességnél erősebb a szélhatás)

A fenti adatok ismeretében szerkesztéssel meghatározható az a szög, amennyivel „rá kell tartani az útvonalra”, hogy a szél hatását kiegyenlítve, a repülőgép végül a tervezett célhoz érkezzen. A korszerű fedélzeti számítógépek már ezt a műveletet is elvégzik a pilóta helyett, de az elemi navigáció oktatásakor a szélháromszög-készítés is a tananyag része. A manuális kiszolgálású kisgépeken a pilótán kívül nincs is más eszköz a helyes útvonal meghatározásához.